# Viita
Koordinaten: 58° 54′ N, 22° 21′ O
Viita ist ein Dorf (estnisch küla) in der Landgemeinde Hiiumaa (2013 bis 2017: Landgemeinde Hiiu, davor Landgemeinde Kõrgessaare) auf der zweitgrößten estnischen Insel Hiiumaa (deutsch Dagö).

## Beschreibung und Geschichte
Viita hat vier Einwohner (Stand 31. Dezember 2011).
Der Ort liegt im Süden der Halbinsel Kõpu (Kõpu poolsaar). Er entstand Mitte des 17. Jahrhunderts. Die Bezeichnung des Dorfes stammt wahrscheinlich vom Männernamen Viidas. Das relativ milde Mikroklima des Ortes erlaubt eine gute Landwirtschaft.